# Ptychocheilus grandis
Ptychocheilus grandis är en fiskart som först beskrevs av William Orville Ayres, 1854.  Ptychocheilus grandis ingår i släktet Ptychocheilus och familjen karpfiskar. Inga underarter finns listade i Catalogue of Life.